# 平安道方言
平安道方言（평안도 사투리），又称西北方言（서북 방언），是朝鲜平安南道、平壤、南浦特别市、平安北道、慈江道，以及中國遼寧省朝鮮族聚居地人民所使用的方言，又因为使用地方多位于关西地区，因此也称为关西方言（관서 방언）。

## 语音系统

### 字母
1. 平安道方言的輔音体系和中部方言差不多，ㅈ和ㅊ等表现为口盖音，与中部方言的正齿音/t͡ɕ/一点不同。
2. 词头的'ㄴ'/n/在'이·야·여·요·유·에'等元音或半元音 'y' 前面，不會像首爾方言发生脱落（닐굽[일곱，七]）。汉字词词头的'ㄹ'/l/发成'ㄴ'（뉴행[유행，流行], 노동[劳动]）。
3. 词头的'ㄷ'、'ㄱ'和 'ㅎ'也保持原狀，不会口盖音化（뎡거댱[정거장，停车场]·기름[油]·힘[力]）[1]。
4. 与'ㄹ'有关的双收音中，'ㄱ'或'ㅂ'会脱落（흘[흙，泥]·발찌만[밟지만，虽然踩踏]·널따[넓다，宽]）。
5. 平安道方言一共有8个單元音：。其中，比其他方言的어 /ʌ/，平安道方言的어 /ɔ/有圓脣，听起来更接近后元音오 /o/。
6. 根据元音长短，单词意思会不同。平安道方言、中部方言和全罗道方言都有这种长短元音之分。
7. 'ㅅ·ㅈ·ㅊ'后面的前元音不會升高（승겁다[싱겁다，平淡]）[1]。
8. 双元音위、왜、워和와等大致表现为随原来的音的读法，而야，여，요和유等音節中-y-脫落，变读为아、어、오和우，如차포（차표，车票）。
9. 中部方言的외 가 왜对应特别。의大体上在第一音节中读으，第二音节后读이，如흐생（희생，牺牲），홰이（회의，会议）。

### 活用
在用言活用中可以看到'ㄷ'、'ㅂ'和'ㅅ'的不规则变化。只有'듣다'进行'ㄷ'的规则变化，这是平安道方言的特征之一（듣다·드드니[들으니，听，因为听]）。

## 助词和词汇

### 助词
平安道方言的主格助词，前一词的词末的音，是辅音或元音的时候用'-이'，但以元音结尾的体言词干后有时也用'-레'，如바다이（바다가，大海）、내레（내가，我]）。共格助词不论有没收音，一律用'-과'，如친구과（친구와，和朋友）。平安道方言还有特征性语尾，如过去时制的先语末语尾为'-뎃-·-드렛-'，未来时制的先语末语尾为'-갓-'，尊敬阶陈述式总结语尾为 '-(슴)무다·-(소)와요·-(사)와요'·'-왜다·-쉐다·-쉬다·-수다'，命令式终结语尾为'-라요'，共动式终结语尾为'-ㅂ세다·-ㅂ수다'，对等阶的陈述式总结语尾为'-슴매·-구레'，对下阶的疑问式终结语尾为'-안·-언'等。

### 词汇
平安道方言里有'간나'（계집애，女孩）、'아바니'（아버지，父亲）、'클마니'（할머니，祖母）等在别的方言里很难看到的词汇。另外也有像'우틔'（衣）这样来自满语的词汇。这也是該方言的特征之一。
1. 1 2  .   [2021-09-17]. （原始内容存档于2021-01-12）.